# Joan Pau Ferrer
Joan Pau Ferrer (Reus, 1665 - 1730 (?)) va ser un pintor i daurador català
Va treballar primer com a daurador a Valls. El 1687 va daurar el retaule de Sant Prim i Sant Isidre, a la Selva del Camp, i el 1699 s'oferí per daurar el retaule major de Sant Joan de Valls, i juntament amb el seu fill Jaume va daurar el retaule de Sant Esteve, de la confraria de fadrins, a Sant Joan de Valls el 1707. La seva obra realitzada a Reus és diversa. Els principals treballs coneguts són: el 1713 va daurar l'altar major del santuari de Misericòrdia, a Reus, obra que l'escultor Llàtzer Tramulles havia deixat enllestida a finals del segle anterior. El 1719 va decorar el misteri del Davallament, pertanyent a la confraria de Sant Isidre i Santa Llúcia del gremi de pagesos de Reus. Aquest conjunt, que va ser restaurat posteriorment, està format per les figures de Jesucrist, la Mare de Déu, Sant Joan, Josep d'Arimatea i altres dues escultures. La figura de la Magdalena, que també formava part del conjunt, es va destruir a la guerra civil. L'any 1727 pinta i daura el misteri de la Crucifixió, del gremi de blanquers i assaonadors de Reus, obra escultòrica atribuïda al reusenc Esteve Vila. Aquests dos grups escultòrics es guarden al Museu de Reus.